# Gediminas
Gediminas (também conhecido como Giedymin ou Gedymin na Ruténia e na Polónia, Hiedymin (Гедымін) ou Hiedzimin (Гедзімін) na Bielorrússia) nasceu talvez em 1275 e morreu em 1341, e foi grão-duque da Lituânia em 1316, fazendo do país um estado fortíssimo e pujante.

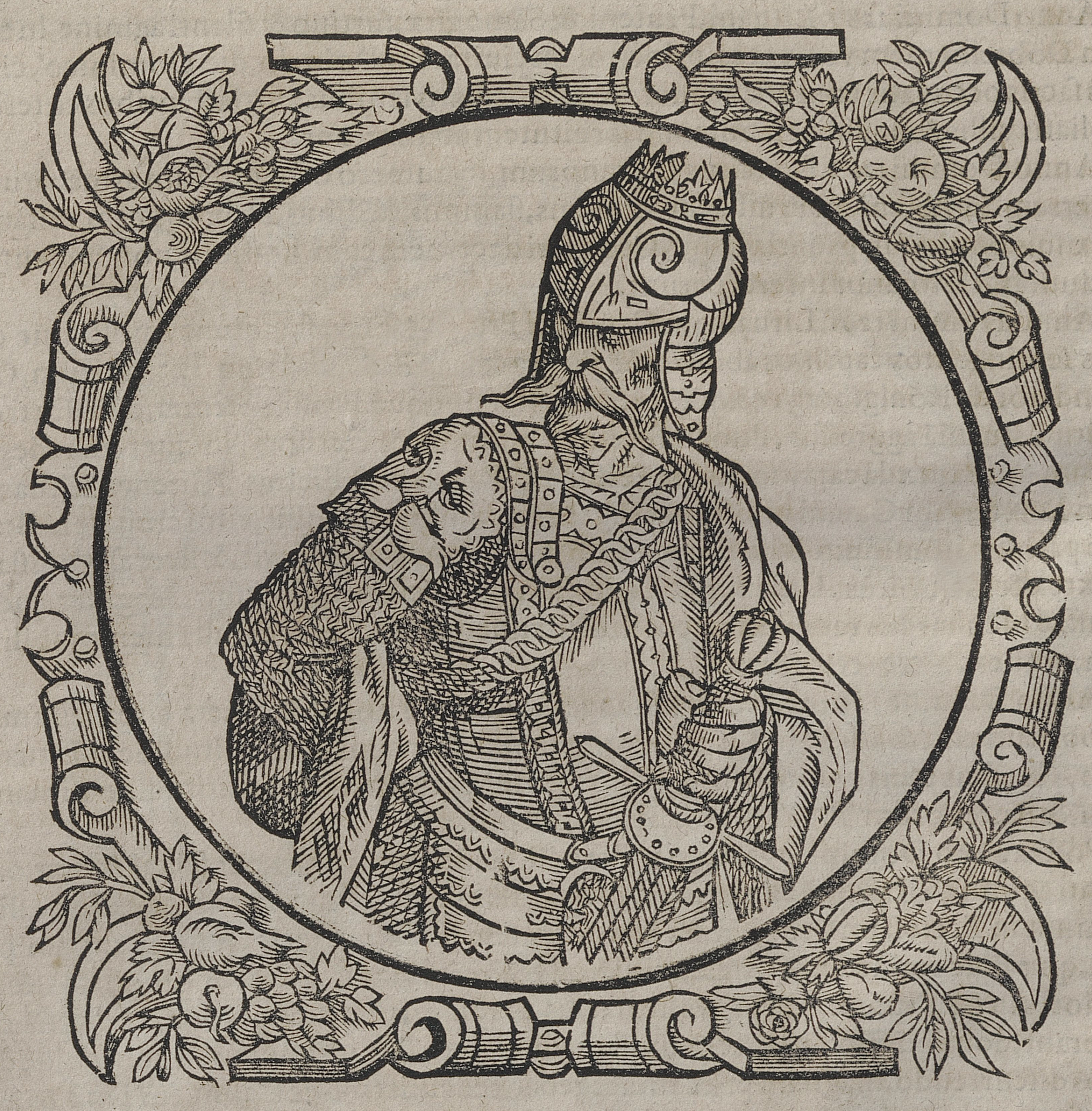
Gediminas – gravura do século XVII

Gediminas subiu ao trono lituano após a morte de seu irmão Vytenis. Em 1320, anexou o ducado de Loutsk, fundou a cidade de Białystok e obteve uma primeira vitória sobre os Cavaleiros teutónicos. No ano seguinte, iniciou negociações com o papado de Avinhão sobre uma eventual conversão da Lituânia ao cristianismo. Em 1323, fez da cidade de Vilnius, que fundou, a capital do grão-ducado da Lituânia. 
Escreveu ao Papa para lhe anunciar a sua vontade de adoptar o cristianismo. Convidou monges, artesãos, comerciantes e agricultores para se estabelecerem na Lituânia. Para os Teutónicos, esta aparente vontade de conversão não era senão uma jogada de Gediminas para atingir a supremacia política e se desembaraçar deles. Em 1324, Gediminas renuncia ao baptismo na sequência de rumores propagados pela Europa pelos Teutónicos sobre o seu apoio aos pagãos e às igrejas ortodoxas.
Em guerra contra os teutónicos, concluiu uma aliança com Ladislau I, o Breve em 1325. A sua filha casou com Casimiro III o Grande, filho de Ladislau. Esta aliança e casamento trouxeram paz à fronteira lituano-polaca. Em 10 de Fevereiro de 1326, os exércitos da Polónia e Lituânia lançaram uma ofensiva contra Brandeburgo (Nova Marcha) e tomam praça-forte de Międzyrzecz. Em 1327, os Teutónicos saqueiam a Cujávia (Polónia) e a Samogícia (Lituânia). 
Em 1331, Gediminas casa uma das suas filhas com Jorge II da Galícia-Volínia. A aliança com a Polónia rompeu-se de seguida devido a uma questão pessoal entre Gediminas e Ladislau, o Breve.
Em 15 de Novembro de 1337, o imperador Luís IV da Baviera ofereceu a Lituânia aos Teutónicos mas Gediminas dedicou-se a combatê-los e persegui-los.
Em 1340, depois da morte de Jorge II, Gediminas e Casimiro III, o Grande, enfrentaram-se para controlar a Galícia-Volínia.
Gediminas morre em Dezembro de 1341. No decurso do seu reinado, aumentou consideravelmente o território do seu país e tornou-se mestre dos ducados de Minsk, Pinsk, Tourov e Vitebsk. Anexou ainda a Podláquia oriental e uma parte da Volínia. Estendeu a influência da Lituânia sobre as terras russas (Kiev, Pskov, Novgorod, Tver). Impediu a Ordem teutónica de tomar o controlo da Lituânia. Estabeleceu relações comerciais com cidades da Livónia que pertenciam à Liga Hanseática, como Riga. Fundou numerosas cidades. 
Depois da sua morte, a Lituânia foi dividida entre seus filhos que combateram entre si. A Lituânia enfraqueceu-se assim e entrou no sistema feudal.